# 마티아스 하비흐

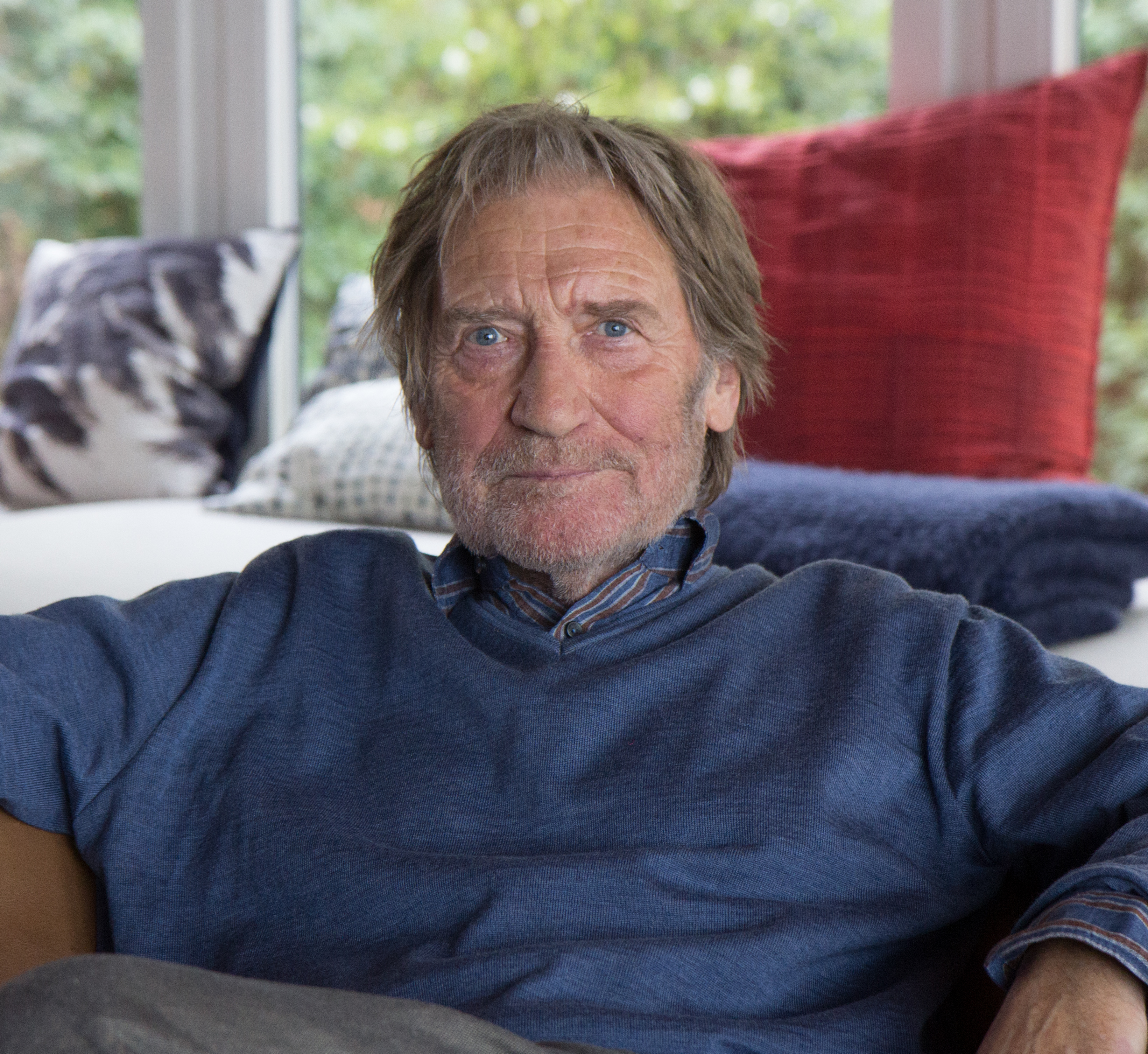

마티아스 하비흐(Matthias Habich, 1940년 1월 12일 ~ )는 독일의 연극 배우, 영화배우이다.
그단스크에서 태어났다.

## 영화
- 래시 컴 홈 (2020년) - 그라프 폰 슈프렝겔 역
- 베를린 신드롬 (2017년) - 에리히 역
- 어긋난 세계 (2015년)
- 앤드 에브리원 워스 사일런트 (2012년)
- 운명의 산 낭가 파르밧 (2010년)
- 더 리더: 책 읽어주는 남자 (2008년) - 피터 역
- 혼란스런 아나 (2007년)
- 다운폴 (2004년) - 베르너 하세 박사 역
- 러브 인 아프리카 (2001년) - 쥐스킨트 역
- 에너미 앳 더 게이트 (2001년) - 파울루스 장군 역
- I sfagi tou kokora (1996년)
- 비욘드 사일런스 (1996년) - 그레고어 역
- 야만의 여인 (1991년)
- 엑스트라 라지 - 캐논볼 (1991년)
- 마지막 유보트 (1990년)
- 잃어버린 육체 (1988년)
- 외인부대 (1984년)
- 바다의 소년 잭 (1982년)